# بلاكويل
بلاكويل (بالإنجليزية: Blackwell)‏ هي مدينة في مقاطعة كاي، أوكلاهوما، الولايات المتحدة، وتقع عند تقاطع الطريق السريع 177 وطريق الولاية 11 مع الطريق بين الولايات 35. كان عدد السكان 7092 نسمة في تعداد 2010. تأسست بلاكويل في 16 سبتمبر 1893 بعد ضم أراضي الشيروكي التي يديرها أيه جاي بلاكويل. تعتمد بلاكويل في اقتصادها على الوقود الأحفوري والزراعة.

## التركيبة السكانية
حدّد مكتب تعداد الولايات المتحدة بيانات التركيبة السكانية لبلاكويل في تعداد الولايات المتحدة. في ما يلي، التركيبة السكانية حسب تعدادي 2000 و2010.

### تعداد عام 2000
بلغ عدد سكان بلاكويل 7,668 نسمة بحسب تعداد عام 2000، وبلغ عدد الأسر 3,064 أسرة وعدد العائلات 2,086 عائلة مقيمة في المدينة. في حين سجلت الكثافة السكانية 530.7 نسمة لكل كيلومتر مربع (1,374.5/ميل2). وبلغ عدد الوحدات السكنية 3,527 وحدة بمتوسط كثافة قدره 244.1 لكل كيلومتر مربع (632.2/ميل2).
وتوزع التركيب العرقي للمدينة بنسبة 87.26% من البيض و0.13% من الأمريكيين الأفارقة و4.13% من الأمريكيين الأصليين و0.47% من الأمريكيين ذوي الأصول الآسيوية و0.01% من سكان جزر المحيط الهادئ و3.17% من الأعراق الأخرى و4.83% من عرقين مختلطين أو أكثر و5.91% من الهسبانيون أو اللاتينيون من أي عرق.
بلغ عدد الأسر 3,064 أسرة كانت نسبة 35.2% منها لديها أطفال تحت سن الثامنة عشر تعيش معهم، وبلغت نسبة الأزواج القاطنين مع بعضهم البعض 54.1% من أصل المجموع الكلي للأسر، ونسبة 9.9% من الأسر كان لديها معيلات من الإناث دون وجود شريك،  بينما كانت نسبة 4.1% من الأسر لديها معيلون من الذكور دون وجود شريكة وكانت نسبة 31.9% من غير العائلات. تألفت نسبة 28.8% من أصل جميع الأسر من عدة أفراد يعيشون في نفس المنزل ونسبة 15.1% كانت تتألف من شخص يعيش بمفرده يبلغ من العمر 65 عاماً أو أكثر. وبلغ متوسط حجم الأسرة المعيشية 2.46، أما متوسط حجم العائلات فبلغ 3.01.
بلغ العمر الوسطي للسكان 37.7 عاماً. وكانت نسبة 27% من القاطنين تحت سن الثامنة عشر، وكانت نسبة 9% بين الثامنة عشر والرابعة والعشرين عاماً، ونسبة 23.9% كانت واقعةً في الفئة العمرية ما بين الخامسة والعشرين والرابعة والأربعين عاماً، ونسبة 21.4% كانت ما بين الخامسة والأربعين والرابعة والستين، ونسبة 17.2% كانت ضمن فئة الخامسة والستين عاماً فما فوق. يوجد لكل 100 أنثى 93.0 ذكر، ويوجد لكل 100 أنثى في الثامنة عشر من عمرها فما فوق 89.8 ذكر.
بلغ متوسط دخل الأسرة في المدينة 25,835 دولارًا، أما متوسط دخل العائلة فبلغ 31,540 دولارًا. وكان متوسط دخل الذكور 25,202 دولارًا مقابل 16,704 دولارًا للإناث. وسجل دخل الفرد الخاص بالمدينة 13,558 دولارًا. وكانت نسبة 13.1% من العائلات ونسبة 17.1% من السكان تحت خط الفقر، وكان من هؤلاء نسبة 23.3% تحت سن الثامنة عشر ونسبة 10.4% في الخامسة والستين من العمر وما فوق.

### تعداد عام 2010
بلغ عدد سكان بلاكويل 7,092 نسمة بحسب تعداد عام 2010، وبلغ عدد الأسر 2,840 أسرة وعدد العائلات 1,840 عائلة مقيمة في المدينة. في حين سجلت الكثافة السكانية 490.8 نسمة لكل كيلومتر مربع (1,271.2/ميل2). وبلغ عدد الوحدات السكنية 3,398 وحدة بمتوسط كثافة قدره 235.2 لكل كيلومتر مربع (609.2/ميل2).
وتوزع التركيب العرقي للمدينة بنسبة 83.91% من البيض و0.39% من الأمريكيين الأفارقة و5.61% من الأمريكيين الأصليين و0.28% من الأمريكيين ذوي الأصول الآسيوية و0.04% من سكان جزر المحيط الهادئ و3.72% من الأعراق الأخرى و6.03% من عرقين مختلطين أو أكثر و8.02% من الهسبانيون أو اللاتينيون من أي عرق.
بلغ عدد الأسر 2,840 أسرة كانت نسبة 32.7% منها لديها أطفال تحت سن الثامنة عشر تعيش معهم، وبلغت نسبة الأزواج القاطنين مع بعضهم البعض 46.6% من أصل المجموع الكلي للأسر، ونسبة 12.6% من الأسر كان لديها معيلات من الإناث دون وجود شريك،  بينما كانت نسبة 5.6% من الأسر لديها معيلون من الذكور دون وجود شريكة وكانت نسبة 35.2% من غير العائلات. تألفت نسبة 30.2% من أصل جميع الأسر من عدة أفراد يعيشون في نفس المنزل ونسبة 13.7% كانت تتألف من شخص يعيش بمفرده يبلغ من العمر 65 عاماً أو أكثر. وبلغ متوسط حجم الأسرة المعيشية 2.47، أما متوسط حجم العائلات فبلغ 3.05.
بلغ العمر الوسطي للسكان 38.2 عاماً. وكانت نسبة 26.5% من القاطنين تحت سن الثامنة عشر، وكانت نسبة 8.2% بين الثامنة عشر والرابعة والعشرين عاماً، ونسبة 22.7% كانت واقعةً في الفئة العمرية ما بين الخامسة والعشرين والرابعة والأربعين عاماً، ونسبة 24.9% كانت ما بين الخامسة والأربعين والرابعة والستين، ونسبة 17.7% كانت ضمن فئة الخامسة والستين عاماً فما فوق. وتوزع التركيب الجنسي للسكان بنسبة 48.4% ذكور و51.6% إناث.

## المناخ
يظهر الجدول التالي التغييرات المناخية على مدار السنة لبلاكويل:
| البيانات المناخية لـبلاكويل       | البيانات المناخية لـبلاكويل | البيانات المناخية لـبلاكويل | البيانات المناخية لـبلاكويل | البيانات المناخية لـبلاكويل | البيانات المناخية لـبلاكويل | البيانات المناخية لـبلاكويل | البيانات المناخية لـبلاكويل | البيانات المناخية لـبلاكويل | البيانات المناخية لـبلاكويل | البيانات المناخية لـبلاكويل | البيانات المناخية لـبلاكويل | البيانات المناخية لـبلاكويل | البيانات المناخية لـبلاكويل |
| الشهر                             | يناير                       | فبراير                      | مارس                        | أبريل                       | مايو                        | يونيو                       | يوليو                       | أغسطس                       | سبتمبر                      | أكتوبر                      | نوفمبر                      | ديسمبر                      | المعدل السنوي               |
| --------------------------------- | --------------------------- | --------------------------- | --------------------------- | --------------------------- | --------------------------- | --------------------------- | --------------------------- | --------------------------- | --------------------------- | --------------------------- | --------------------------- | --------------------------- | --------------------------- |
| متوسط درجة الحرارة الكبرى °ف (°م) | 43.6 (6.4)                  | 49.5 (9.7)                  | 60.2 (15.7)                 | 71 (22)                     | 79.4 (26.3)                 | 89.6 (32.0)                 | 95.7 (35.4)                 | 94 (34)                     | 84.5 (29.2)                 | 73.4 (23.0)                 | 58.2 (14.6)                 | 46.7 (8.2)                  | 70.5 (21.4)                 |
| متوسط درجة الحرارة الصغرى °ف (°م) | 22.2 (−5.4)                 | 26.9 (−2.8)                 | 35.9 (2.2)                  | 46.4 (8.0)                  | 55.5 (13.1)                 | 64.8 (18.2)                 | 69.5 (20.8)                 | 68.2 (20.1)                 | 61.1 (16.2)                 | 49.1 (9.5)                  | 36.8 (2.7)                  | 26.2 (−3.2)                 | 46.9 (8.3)                  |
| الهطول إنش (مم)                   | 0.9 (23)                    | 1.1 (28)                    | 2.4 (61)                    | 3 (76)                      | 4.7 (120)                   | 3.9 (99)                    | 3.1 (79)                    | 3.2 (81)                    | 4.1 (100)                   | 2.7 (69)                    | 2.3 (58)                    | 1.4 (36)                    | 32.8 (830)                  |
| المصدر: Weatherbase.com           |                             |                             |                             |                             |                             |                             |                             |                             |                             |                             |                             |                             |                             |

## أعلام
- كودي جيبسون
- براد بيني
- هاري هيوستن